# Willa „Trianon”
Willa „Trianon” – neorenesansowa willa z 1887 roku położona przy ul. Moniuszki 5 w Łodzi, zaprojektowana przez Juliusza Junga dla Ludwika Meyera. W budynku znajduje się nowoczesna biblioteka – Mediateka MeMo. Willa jest wpisana do rejestru zabytków (nr. rej. A/84 z 20.01.1971).

## Historia

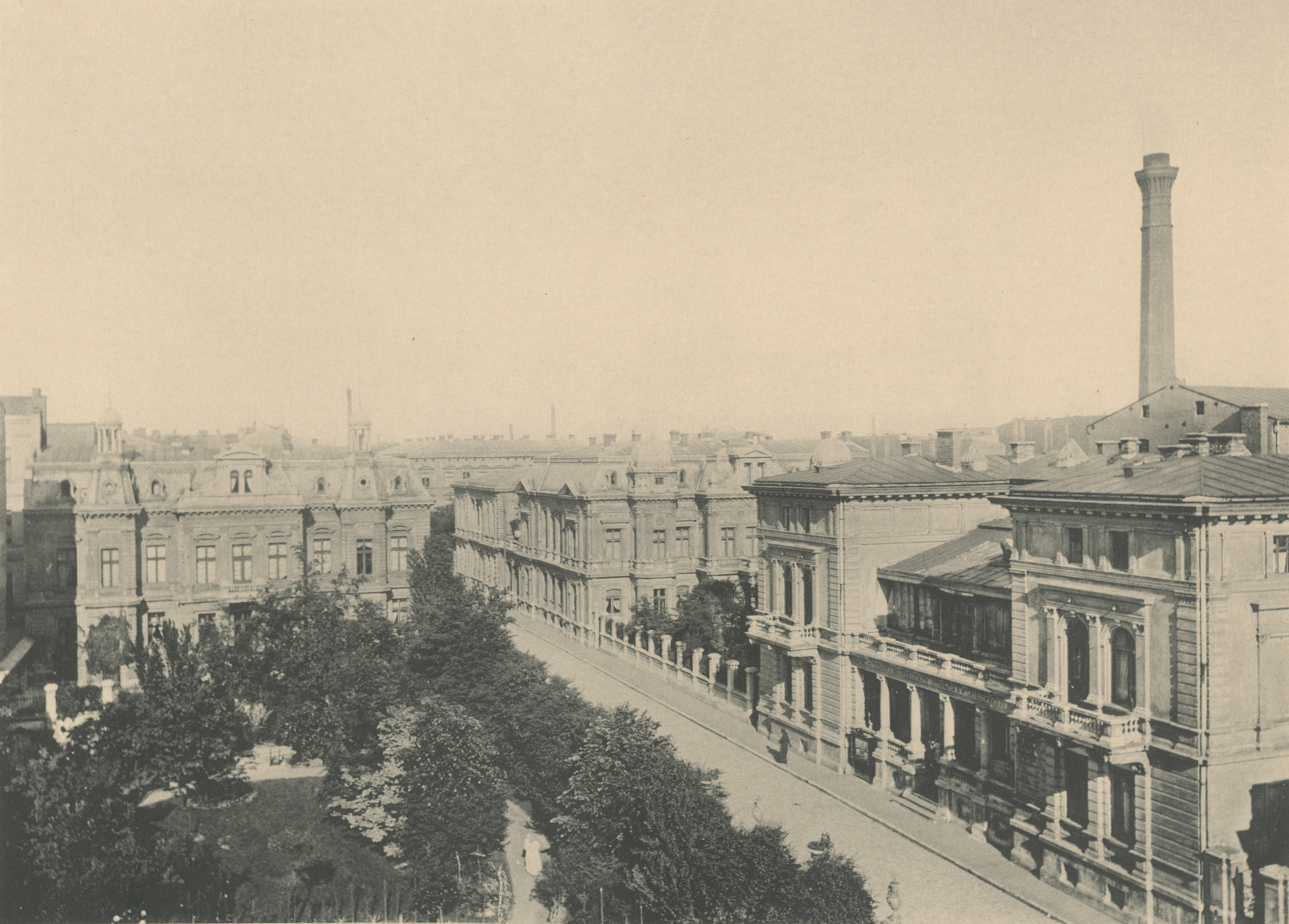
Willa „Trianon” w 1896 r. na fotografii Bronisława Wilkoszewskiego

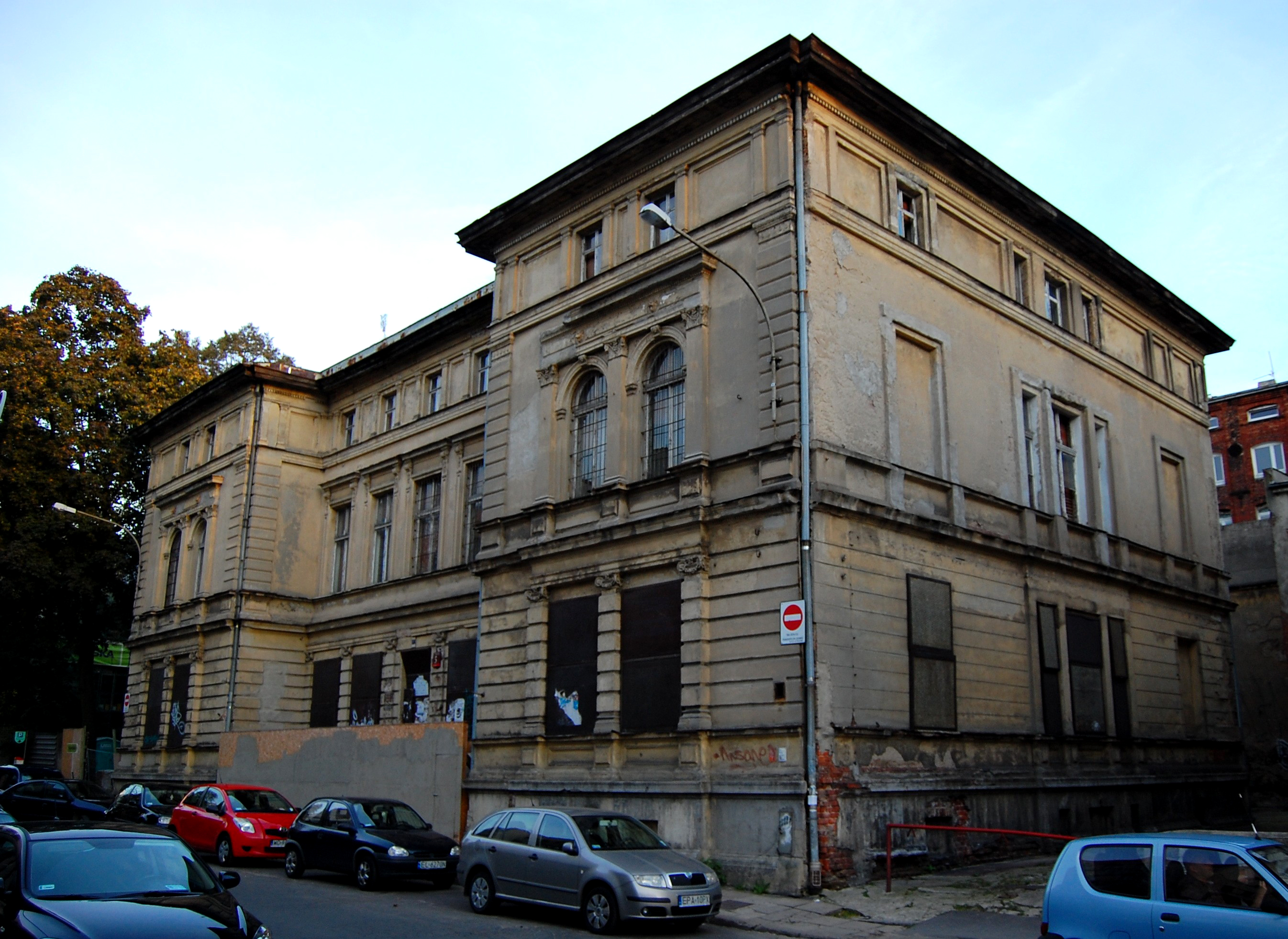
Willa przed przebudową

Willa „Trianon” stanowi jedną z sześciu willi wybudowanych w latach 80. XIX w. przez Ludwika Meyera przy ul. Moniuszki (dawn. Pasaż Meyera). Inwestor spodziewał się przeniesienia stolicy guberni z Piotrkowa Trybunalskiego do prężnie rozwijającej się Łodzi, w związku z czym wiązał nadzieję, że mieszkańcami jego willi staną się urzędnicy i dostojnicy. Nie doszło jednak do przeniesienia stolicy guberni, a inwestor pozostał ze znacznymi kredytami do spłacenia, w związku z czym desperacko poszukiwał najemców. Wśród nich znalazł się Bronisław Wilkoszewski, który zajmował mieszkanie oraz atelier, mieszczące się w oszklonej werandzie między skrzydłami rezydencji. Ponadto część pomieszczeń wynajmował łódzki magistrat dla prezydenta Władysława Pieńkowskiego, a także Henryk Elzenberg, założyciel Dziennika Łódzkiego. Na początku XX w. Ludwik Meyer zrezygnował z wynajmowania willi i postanowił je sprzedać. „Trianon” w 1903 roku nabyli Szymon i Guta Zakheimowie, którzy w willi utworzyli pracownię fotograficzną. W latach 30. XX w. w budynku funkcjonowała siedziba syndykatu łódzkich dziennikarzy. W 1938 roku willa przeszła w ręce spadkobierców Zakheimów – Rewki Kaufman i Arnolda Rosentala. W latach 50. XX w budynku rozpoczęła działalność Przychodnia Matki i Dziecka. W późniejszym okresie w obiekcie znajdował się jeden lokal mieszkalny oraz lokale użytkowe, które zamknięto ze względu na remont, którego nie dokończono, a to z kolei ze względu na pojawienie się spadkobiercy budynku. Własność nieruchomości uregulowano dopiero w latach 2011–2012.

### Mediateka MeMo
W 2014 roku władze miasta podjęły decyzję o rewitalizacji ulicy Moniuszki oraz generalnym remoncie i adaptacji willi „Trianon” na potrzeby Mediateki – najnowocześniejszej biblioteki w Polsce. Ukończenie prac planowano pierwotnie na rok 2017, a następnie przesunięto je na 2018. Ponadto planowano do 2018 roku utworzenie połączenia ul. Moniuszki z ul. Tuwima poprzez przebicie kwartału ulic między willą „Trianon” a willą pod numerem 7/9. Mediatekę MeMo otwarto 22 listopada 2022 roku. Z tej okazji zaproszono Katarzynę Nosowską, z którą odbyło się spotkanie autorskie.
W obiekcie znajdują się m.in.: studio nagrań dźwięku i montażu, sala gamingowa z symulatorem wyścigowym i lotu oraz sala z klockami LEGO. Oprócz możliwości wypożyczania książek, wśród których znajduje się zbiór ponad 4000 komiksów i mang, instytucja udostępnia również płyty winylowe (w jednym z pomieszczeń znajduje się kolekcjonerski gramofon OSCAR). Mediateka MeMo posiada bogatą ofertę warsztatową; organizuje liczne spotkania z twórcami literackimi, filmowymi czy internetowymi, a także koncerty i pokazy filmowe z możliwością dyskusji.
Z Mediateki MeMo mogą korzystać za darmo wszystkie osoby posiadające kartę Biblioteki Miejskiej w Łodzi (fiszkę).
Inwestycja pochłonęła około 36 mln zł.
Jedną z sal biblioteki nazwano „Trianon”.

## Architektura
Willa zaprojektowana została w tylu neorenesansowym. Budynek był w kształcie podkowy. Pierwotnie miał 2 okazałe ryzality, balkony, a także portyk z tarasem, pilastry pomiędzy oknami oraz kolumny z głowicami z liśćmi akantu. Wśród detali architektonicznych zachowały się boniowania na elewacji pierwszej kondygnacji. Planowane prace renowacyjne w ramach utworzenia Mediateki przewidują przywrócenie zniszczonych elementów architektonicznych oraz przywrócenie stanu pierwotnego zgodnie z wytycznymi konserwatora zabytków, obejmą one willę wraz z oficyną i ogrodem. Nie jest planowane odtworzenie wystroju wnętrz.